# José Manuel González
José Manuel González Santamaría (nascido em 19 de setembro de 1970) é um atleta paralímpico espanhol, medalhista nos Jogos Paralímpicos.